# Patrick Le Gal
Patrick Le Gal (n. Ermont, Isla de Francia, Francia, 14 de enero de 1953) es un obispo católico, abogado, contable, profesor, teólogo y canonista francés. Tras finalizar sus estudios superiores, en el año 1982 fue nombrado sacerdote.
Ejerció su sacerdocio tanto en su natal Francia como en Suiza, donde también en esa época estuvo trabajando como profesor universitario.
El 12 de septiembre de 1997, el Papa Juan Pablo II le nombró Obispo de Tulle. Luego el 23 de mayo del 2000 pasó a ser Ordinario Militar de Francia, hasta el día 7 de octubre de 2009 que el Papa Benedicto XVI le nombró Obispo Auxiliar de Lyon y Obispo Titular de Arisitum.
Además de ser obispo, actualmente también ejerce de Rector de la Basílica Notre-Dame de Fourvière, Miembro de la Congregación para la Evangelización de los Pueblos, Director de las Obras Misionales Pontificias de Francia y Miembro de la Comisión Episcopal de Catequesis y Catecumenado de la Conferencia Episcopal del país.

## Primeros años y formación
Patrick Le Gal nació el día 14 de enero de 1953 en la localidad francesa de Ermont, situada en la Región de Isla de Francia.
Estudió sus primeros años en el "Collège Stanislas" de París, hasta que se graduó y obtuvo un título superior en contabilidad y un título en Derecho privado por la Escuela Superior de Comercio de Ruan (ESC).
Luego se trasladó a Suiza para estudiar en la Universidad de Friburgo, en la cual obtuvo una Licenciatura en Teología.

## Sacerdocio
El día 8 de diciembre de 1982, fue ordenado sacerdote en la Comunidad Nuestra Señora de la Sabiduría ("Communauté Notre-Dame de la Sagesse"), situada en su región natal de Isla de Francia.
Tras ser ordenado sacerdote regresó a Suiza, donde comenzó a trabajar como profesor de Derecho Canónico por la misma Universidad de Friburgo en la que estudió anteriormente y de la cual también pasó a ejercer de Capellán. 
Al mismo tiempo fue Juez Eclesiástico de las ciudades de Lausana, Ginebra y Friburgo.
Ya en 1986, regresó a Francia para ser abogado ante la oficialidad interdiocesana de Isla de Francia y Director de la Casa de la Caridad de "Los Foyers de Charité" en Poissy.

## Carrera episcopal
El día 12 de septiembre de 1997, ascendió al episcopado, cuando el Papa Juan Pablo II le nombró Obispo de la Diócesis de Tulle (Región de Nueva Aquitania), en sustitución de "Monseñor" Roger Froment.
Recibió la consagración episcopal el 7 de diciembre de ese mismo año, a manos del entonces Cardenal-Arzobispo Metropolitano de Burdeos "Monseñor" Pierre Eyt, en calidad de consagrante principal. Como co-consagrantes tuvo al entonces Obispo de Limoges "Monseñor" Léon Soulier y al entonces Obispo de Versalles "Monseñor" Jean-Charles Thomas.
Además de su escudo episcopal, como lema oficial se escogió la frase: "Caritas Christi Urget Nos" - (traducido al español "El amor de Cristo nos obliga".
Luego el 23 de mayo del 2000, el Papa le nombró Ordinario Militar de las Fuerzas Armadas de Francia, en sustitución de "Monseñor" Michel Dubost.
Actualmente desde el día 7 de octubre de 2009, tras haber sido nombrado por el Papa Benedicto XVI, es el nuevo Obispo Auxiliar de la Arquidiócesis de Lyon (Región de Auvernia-Ródano-Alpes) y el nuevo y primer Obispo Titular de la antigua Sede Eclesiástica de Arisitum.
Al mismo tiempo que ejerce de obispo, el 31 de mayo de 2013, el Cardenal "Monseñor" Philippe Barbarin le nombró Rector de la Basílica Notre-Dame de Fourvière. También ha asumido las funciones de Miembro de la Congregación para la Evangelización de los Pueblos y de Director de las Obras Misionales Pontificias (OMP) de Francia.
Cabe destacar que dentro de la Conferencia de Obispos de Francia (CEF), ha sido Miembro del Comité Permanente para Asuntos Económicos, Miembro de la Comisión de Finanzas y del Consejo de Asuntos Económicos, Sociales y Jurídicos. Y actualmente desde 2013 es Miembro de la Comisión Episcopal de Catequesis y Catecumenado.